# Professor Martens’ Abreise
Professor Martens’ Abreise (estnisch Professor Martensi ärasõit) ist der Titel eines historischen Romans des estnischen Schriftstellers Jaan Kross (1920–2007).

## Roman
Der Roman erschien erstmals verteilt auf drei Nummern in der estnischen Literaturzeitschrift Looming (10/1983 bis 12/1983), anschließend beim Staatsverlag Eesti Raamat (1984, 245 S.). Nach dem Roman Keisri hull (1978) ist das Buch vermutlich das bekannteste und am weitesten verbreitete des Autors.

## Handlung
Ähnlich dem Roman Tabamatus (zu deutsch „Unerreichbarkeit“) behandelt Kross zwei Personen, in diesem Fall sogar zwei namensgleiche und authentische historische Figuren, die erstaunliche Parallelen in ihren Biografien aufweisen: Georg Friedrich Martens (1756–1821) und Friedrich Fromhold Martens (1845–1909); beide waren Völkerrechtler, der Erste in Deutschland unter Napoleons Herrschaft, der Zweite als gebürtiger Este in russischen Diensten.
Kross’ Hauptfigur ist wie in beinahe allen seinen Romanen erwartungsgemäß der Este, der in Petersburg Professor für Völkerrecht ist und im höheren diplomatischen Dienst die Interessen des Zarenreichs vertritt. Zuletzt tat er es, wenn auch im Hintergrund, da er nicht offiziell Mitglied der Delegation war, während der Friedensverhandlungen nach dem Russisch-Japanischen Krieg, die 1905 im US-amerikanischen Portsmouth in der Portsmouth Naval Shipyard stattfanden.
Auf einer Zugreise im Jahr 1909 von Pärnu nach Sankt Petersburg – dies ist die Rahmenhandlung des Romans – lässt der Gelehrte sein Leben Revue passieren. Gleichzeitig gibt es sparsame Ausflüge in die zeitgenössische (Kultur-)Geschichte, etwa bei der Erinnerung an seinen revolutionären Neffen Johannes oder der Begegnung mit der estnischen Intellektuellen Hella Murrik, die auf der Fahrt zum Studium nach Helsinki ist und später als finnische Schriftstellerin Hella Wuolijoki Karriere machte.
Hauptsächlich denkt Martens jedoch an sich selbst und seine Vergangenheit. Eingeflochten in diese Reminiszenzen sind zahlreiche, mitunter auch längere Passagen über seinen berühmten Namensvetter, der ihm schon lange im Kopf herumgespukt hat und der auf die eine oder andere Weise auch anspornend und prägend gewesen ist. Er war ihm stellenweise direktes, wenn auch unbewusstes Vorbild, und er selbst fühlte sich gelegentlich fast wie eine Reinkarnation des deutschen Martens aus Napoleons Zeit. Dieser Rechtsgelehrte lebte unter anderem in Göttingen und Hessen und hat seine Lorbeeren gleichfalls sowohl auf universitärem als auch auf diplomatischem Gebiet erlangt.
Auf der Zugreise hat Martens ausreichend Zeit, sich auch die vielen Falschheiten und Unaufrichtigkeiten ins Gedächtnis zu rufen, die er sein Leben lang begangen hat. Es gab Seitensprünge, es gab Halbheiten, es gab Opportunismus im Interesse der Karriere. Nun nimmt sich Martens vor, reinen Tisch zu machen und seiner Frau, zu der er gerade unterwegs ist, alles ehrlich und erstmals völlig offen zu erzählen. Er möchte keine Beschönigungen mehr, keine Notlügen, keine Ausflüchte, sondern er will ihr die nackte Wahrheit präsentieren. Dieses löbliche Vorhaben setzt er – fragmentarisch, zögernd, aber mit zunehmender Dauer immer mehr – mit sich selbst und mit der Leserschaft in die Tat um, nicht aber mehr mit seiner Frau, denn er stirbt, bevor es so weit kommen kann, bei einem Halt in Valga.

## Interpretation
Dieser psychologische Roman handelt vor allem von Loyalität, Anpassung und Kompromissbereitschaft einerseits und der Aufbäumung sowie Selbstbehauptung andererseits. Wie weit muss, kann, soll oder darf man seine Wissenschaftlichkeit in die Dienste der Politik stellen? Was nützt es, hinter dem Rücken über Zar und Fürsten zu lästern, wenn man doch nur ein willfähriges Zahnrad in ihrem System ist? In diesem Roman wird klar, dass es sich nicht um ein exotisches Esten- oder Zarenreichproblem handelt, denn der Namensvetter aus dem Jahrhundert vorher hat es nicht anders, er gerät unter dem Regime Napoleons in die gleichen Gewissensnöte und Schwierigkeiten. Der Roman „handelt von der prekären Kunst des Überlebens in ungünstigen Zeiten.“
Daneben steht auch das Estnische im Vordergrund, das ein Dreh- und Angelpunkt im Werk von Jaan Kross ist, wobei der Autor in diesem Roman aber auch auf die Universalität mancher Problematiken weist. Denn für beide Martens’ ist die Frage der Selbstbehauptung in einem durch äußere Zwänge charakterisierten System von existenzieller Bedeutung, und beide scheitern letztendlich in ihrem Versuch, reinen Tisch mit sich selbst und ihrer nächsten Umgebung zu machen: Die Schuld, die sie sich für jahrzehntelange Unaufrichtigkeit aufgeladen haben, kann am Ende nicht mehr beglichen werden.
So gesehen wohnt dem Unterfangen eine gewisse Tragik inne. Denn der Preis, den man für jahrzehntelange Unaufrichtigkeit zahlen muss, ist so hoch, dass man ihn gar nicht mehr bezahlen kann. Die durch Todesahnung und Todesangst gekennzeichnete Abreise in die Offenheit, in die Ehrlichkeit, in die Aufrichtigkeit ist zum Scheitern verurteilt und endet notgedrungen wieder bei einer Halbheit, bei einem halben Sieg bzw. bei einem halb erreichten Ziel. Sich selbst gegenüber ist Martens die Offenheit gelungen, aber es kommt nicht mehr dazu, es auch seiner Frau gegenüber zu tun. So gesehen ist das Buch sogar eine Mahnung, sich rechtzeitig Gedanken zu machen.

## Berühmte Zitate
Der deutsche Martens überlegt sich, wie er sich am nächsten Tag, wenn am Verhandlungstisch über die Zukunft Europas gesprochen werden wird, verhalten soll: „Einerlei, letztendlich. Denn was kann ich tun? Nichts als im Innersten unbeteiligt zu sein.“ (der kursive Text ist auch im estnischen Original auf Deutsch)
Auf den Friedensverhandlungen wird der estnische Martens von amerikanischen Journalisten nach seiner Einschätzung der Situation gefragt: „Aber Sie als Russe – Ach, Sie sind gar kein Russe? Also Sie als Deutscher, nicht wahr … Sie sind kein Deutscher? Ja, was sind Sie dann? Wie? Eskimo? Nein? Este? Was sind denn das für welche?“

## Übersetzungen
- 1986: Finnisch – Professori Martensin lähtö (übers. von Juhani Salokannel). Helsinki: WSOY.
- 1986: Schwedisch – Professor Martens avresa (übers. von Ivo Iliste, Birgitta Göranson). Bromma: Fripress Bokförlag.
- 1989: Russisch – Уход профессора Мартенса (übers. von Olga Samma). Moskva: Sov. Pissatel.
- 1989: Ungarisch – Martens professzor elutazása (übers. von Gábor Bereczki). Budapest: Európa.
- 1990: Französisch – Le départ du professeur Martens (übers. von Jean-Luc Moreau). Paris: Laffont.
- 1992: Deutsch – Professor Martens’ Abreise (übers. von Helga Viira). München, Wien: Hanser.
- 1993: Niederländisch – Het vertrek van professor Martens (übers. von Marianne Vogel und Cornelius Hasselblatt). Amsterdam: Prometheus.
- 1994: Englisch – Professor Martens’ departure (übers. von Anselm Hollo). London: Harvill.
- 1994: Norwegisch – Professor Martens avreise (übers. von Turid Farbregd). Oslo: Gyldendal.
- 1995: Spanisch – La partida del profesor Martens (übers. von Joaquín Jordá). Barcelona: Anagrama.
- 1996: Neugriechisch – Anahorisi tou kathigiti Martens (übers. von Marianna Tyrea-Hristodoulidou). Athinai: S.I. Zaharopoulos.
- 2000: Japanisch – マルテンス教授の旅立ち (Marutensu-kyōju no tabidachi) (übers. von Yukio Fujino). Tokio: Bensei Shuppan.
- 2011: Lettisch – Profesora Martensa aizbraukšana (übers. von Maima Grinberga). Rīga: Atēna.